# Glenn Morris
Glenn Edward Morris (ur. 18 czerwca 1912 w Simla, w Kolorado, zm. 31 stycznia 1974 w Palo Alto, w Kalifornii) – lekkoatleta, wieloboista, mistrz olimpijski z Berlina w 1936.
Ukończył Colorado State University. W 1936 poprawił rekord Stanów Zjednoczonych w dziesięcioboju w swym pierwszym występie w tej konkurencji. W tym samym roku zdobył mistrzostwo USA (AAU) ustanawiając rekord świata (7880 punktów), a podczas igrzysk olimpijskich w Berlinie został złotym medalistą poprawiając jednocześnie swój rekord świata na 7900 punktów. W tym samym roku otrzymał nagrodę imienia Jamesa Sullivana dla najlepszego amerykańskiego sportowca amatorskiego. Po zwycięstwie olimpijskim zakończył karierę lekkoatletyczną. W jej trakcie tylko trzykrotnie startował w dziesięcioboju, za każdym razem wygrywając, a dwukrotnie bijąc rekord świata.
W 1938 wystąpił w roli Tarzana w filmie Tarzan’s Revenge (rolę Jane zagrała mistrzyni olimpijska z Los Angeles w pływaniu Eleanor Holm). Była to jego jedyna rola filmowa. W 1940 grał w drużynie futbolu amerykańskiego Detroit Lions. 
Podczas II wojny światowej służył jako porucznik US Navy na desantowcu USS Banner na Pacyfiku; w czasie służby nabawił się zespołu stresu pourazowego. Po wojnie nie mogąc dojść do siebie, imał się różnych zajęć – był monterem rusztowań, robotnikiem budowlanym, ochroniarzem, parkingowym. Będąc nałogowym palaczem zmarł na serce, w szpitalu dla weteranów wojennych. Został pochowany na cmentarzu Skylawn Memorial Park w kalifornijskim mieście San Mateo.
Leni Riefenstahl w swoich wspomnieniach napisała, że Morris miał z nią romans podczas igrzysk w Berlinie.